# ウェブサーバーベンチマーク
ウェブサーバーベンチマーク (英: web server benchmarking)は、サーバーが十分に高い負荷を処理できるかを確認するため、ウェブサーバーのパフォーマンスを見積もるプロセスのこと。

## 重要なパラメータ
パフォーマンスは通常、次の観点から測定される。
- 1秒あたりに処理できるリクエスト数（リクエストの種類などによって異なる）
- 新しい接続または要求ごとの遅延応答時間（ミリ秒単位）
- 1秒あたりのバイト数（ファイルサイズ、キャッシュされたコンテンツ、キャッシュされていないコンテンツ、使用可能なネットワーク帯域幅などによって異なる）

ベンチマークは、さまざまな負荷状態のクライアントやリクエスト数の下で測定する必要がある。

## ベンチマーク用のツール
ウェブサーバーの負荷テスト（ストレス/パフォーマンステスト）は、次のような自動化/分析ツールを使用して実行できる。
- Apache JMeter - オープンソースのJava負荷テストツール
- ApacheBench（英語版） (ab) - Apache HTTP Serverにバンドルされているコマンドラインプログラム
- Httperf（英語版）  - 元々HP研究所で開発されたコマンドラインプログラム
- Siege（英語版）  - オープンソースのウェブサーバー負荷テストおよびベンチマークツール
- Curl-loader（英語版） - ソフトウェアパフォーマンステストのオープンソースツール
- OpenSTA（英語版） - Microsoft Windowsベースのオペレーティングシステム用のGUIベースのユーティリティ

## ウェブアプリケーションのベンチマーク
ウェブアプリケーションのベンチマークは、ウェブアプリケーションのホストに使用されるアプリケーションサーバーとデータベースサーバーのパフォーマンスを測定する。 TPC-Wは、合成ワークロード生成を備えたオンライン書店をエミュレートする一般的なベンチマークだった。